# Kwas mlekowy
Kwas mlekowy, kwas 2-hydroksypropanowy (łac. acidum lacticum), E270 – organiczny związek chemiczny z grupy hydroksykwasów, obecny w skwaśniałym mleku (skąd pochodzi jego nazwa) i innych produktach fermentacji mlekowej oraz powstający w analogicznym procesie biochemicznym w mięśniach w trakcie intensywnego wysiłku fizycznego. Sole tego kwasu to mleczany.
Ze względu na to, że atom węgla, do którego przyłącza się grupa hydroksylowa, jest asymetryczny, kwas mlekowy wykazuje chiralność i ma dwa enancjomery:
- L(+) (o konfiguracji absolutnej S): kwas (S)-2-hydroksypropanowy
- D(–) (o konfiguracji absolutnej R): kwas (R)-2-hydroksypropanowy

W organizmie ludzkim występuje wyłącznie forma L(+).

## Kwas mlekowy w mięśniach
Powstawanie kwasu mlekowego w mięśniach jest związane z procesem metabolizmu glukozy. W warunkach niedoboru tlenu wytwarzenie energii dla komórki (produkcja ATP) kończy się na etapie glikolizy, której produktami są ATP, kwas pirogronowy oraz NADH:
glukoza + 2 ADP + 2 NAD+ + 2 Pi → 2 kwas pirogronowy + 2 ATP + 2 NADH + 2 H2O + 2 H+

gdzie Pi to fosforan nieorganiczny
Początkowe etapy glikolizy wymagają dostarczenia energii w postaci ATP. Zysk energetyczny pochodzi z etapów późniejszych, zaczynających się od utlenienia aldehydu 3-fosfoglicerynowego przez NAD+:
aldehyd 3-fosfoglicerynowy + NAD+ + Pi → 1,3-bisfosfoglicerynian + NADH + H+

Aby proces ten mógł zachodzić w sposób ciągły, konieczne jest odtworzenie NAD+. W tym celu kwas pirogronowy redukowany jest do kwasu mlekowego:
kwas pirogronowy + NADH + H+
 → kwas mlekowy + NAD+
W warunkach tlenowych kwas mlekowy nie powstaje, gdyż kwas pirogronowy jest przenoszony do mitochondriów, gdzie włączany jest on w cykl kwasu cytrynowego i utleniany do CO
2 i H
2O.
Sumaryczny metabolizm glukozy z dostatecznym udziałem tlenu (glikoliza + cykl kwasu cytrynowego):
C
6H
12O
6 + 6O
2 → 6CO
2 + 6H
2O (z jednej cząsteczki glukozy powstaje ok. 30 lub więcej cząsteczek ATP)
Sumaryczny metabolizm glukozy przy niedoborze tlenu (fermentacja mlekowa, czyli glikoliza + dehydrogenaza mleczanowa):
C
6H
12O
6 → 2C
2H
4OHCOOH (z jednej cząsteczki glukozy powstają 2 cząsteczki ATP)
Kwas mlekowy jest atraktantem dla komarów, co sprawia, że osoby w trakcie lub po wysiłku fizycznym są bardziej narażone na ich ukąszenia.
Kwas mlekowy ma znaczenie w patomechanizmie wielu chorób. Wszelkie zaburzenia oddychania tlenowego prowadzą do gromadzenia się kwasu mlekowego i kwasicy mleczanowej.

### Zespół opóźnionego bólu mięśniowego (DOMS)
Ból mięśni występujący zwykle po 20 godzinach od wzmożonego wysiłku fizycznego, zwany potocznie „zakwasami”, nie jest spowodowany kwasem mlekowym, lecz drobnymi zniszczeniami mechanicznymi w strukturze tkanki mięśniowej, powstałymi w czasie intensywnego wysiłku. Kwas mlekowy jest dość szybko odprowadzany z mięśni przez układ krwionośny, a następnie ponownie przetwarzany, głównie w wątrobie, do glukozy w procesie glukoneogenezy w cyklu Corich. W zasadzie po dwóch godzinach od ustania intensywnego wysiłku fizycznego cały kwas mlekowy jest odprowadzany z mięśni. Glukoneogeneza wymaga dostarczenia energii pochodzącej z oddychania tlenowego.
Ból mięśni pojawiający się 24–72 godzin po intensywnym wysiłku nazwano zespołem opóźnionego bólu mięśniowego (DOMS, od ang. delayed-onset muscle soreness). Zespół ten został opisany po raz pierwszy w 1900 przez Theodore’a Hougha, który wysunął hipotezę, że ten rodzaj bólu jest rezultatem uszkodzeń wewnątrz mięśnia. Nasilenie DOMS zależy od rodzaju wykonanego wysiłku oraz dominującego typu skurczu włókien mięśniowych.
Obecnie przyjmuje się, że DOMS powiązany jest z uszkodzeniami mięśni lub tkanki łącznej i następczą odpowiedzią zapalną niezbędną do regeneracji tkanek. Jedna z hipotez przyjmuje, że rozwinięcie stanu zapalnego wywołującego pobudzenie nocyceptorów (receptorów bólu) wymaga pewnego czasu, co tłumaczy opóźnione pojawienie się bólu.

## Kwas mlekowy w produktach spożywczych
Kwas mlekowy powstaje w produktach spożywczych otrzymywanych przez fermentację mlekową, nadając im charakterystyczny, kwaskowy smak. Sumaryczny przebieg fermentacji mlekowej jest identyczny z procesem beztlenowego metabolizmu glukozy w mięśniach, choć jej mechanizm jest zupełnie inny. Czasami proces spalania glukozy w mięśniach jest nazywany fermentacją mleczanową. Kwas mlekowy w produktach spożywczych jest wynikiem fermentacji cukrów – laktozy (obecnej w mleku), fruktozy (obecnej w warzywach i owocach) i innych. Obecność kwasu mlekowego w mleku powoduje koagulację białek wchodzących w jego skład, wskutek czego mleko zmienia swoją strukturę i smak. Proces ten jest masowo wykorzystywany przy produkcji serów, jogurtów, kefiru i innych produktów mlekopochodnych.
Kwas mlekowy powstaje też w wyniku celowego fermentowania niektórych warzyw, między innymi ogórków i kapusty. Jego względnie duże stężenie powoduje zmianę struktury tych warzyw (ciemnienie, mięknięcie, kurczenie się) i nadaje im charakterystyczny smak.

## Zastosowanie
Znajduje zastosowanie w przemyśle garbarskim i tekstylnym. Jest używany do regulacji kwasowości w przemyśle cukierniczym, a w pszczelarstwie do zwalczania roztocza Varroa destructor.
W przemyśle chemicznym może być stosowany do otrzymywania glikolu propylenowego oraz kwasu akrylowego. Prowadzone są prace mające na celu otrzymywanie z kwasu mlekowego polimerów użytecznych (polilaktydy), na przykład do wyrobu biodegradowalnych toreb jednorazowego użytku (z polikwasu mlekowego).
Polimer kwasu mlekowego (PLA) jest powszechnie używanym filamentem w druku 3D.